# Saint-Germain-le-Vasson
 Saint-Germain-le-Vasson  es una población y comuna situada en la región de Baja Normandía, departamento de Calvados, en el distrito de Caen y cantón de Bretteville-sur-Laize, en Francia.

## Demografía
| 813 | 818 | 839 | 796 | 880 | 935 |
| Para los censos de 1962 a 1999 la población legal corresponde a la población sin duplicidades (Fuente: INSEE [Consultar]) |     |     |     |     |     |